# Podokręg Wschodni Armii Krajowej
Podokręg Wschodni AK – struktura terenowa Armii Krajowej w ramach Obszaru Warszawskiego AK funkcjonująca od 1942 do 1944.

## Historia Podokręgu
Podokręg wchodzący w skład Obszaru Warszawskiego AK w 1942. Początkowo stanowisko komendanta było nieobsadzone. Początkowo funkcję pełnił inspektor płk Józef Rosiek "Józef". Od maja do października 1942 funkcję komendanta pełnił ppłk Adam Borkiewicz "Leszczyński", "Poleski". Po jego odejściu funkcję objął płk Hieronim Suszczyński "Szeliga".

### Sztab Podokręgu
- Komendant płk Hieronim Suszczyński "Szeliga";
- Szef sztabu - mjr Kazimierz Sobolewski "Cyrus";
- Oddział I (organizacyjny) - szef por. rez. Tadeusz Więckowski "Jarosław";
- Oddział II (wywiad i kontrwywiad) - szef mjr art. Józef Cieszko "Jordan";
- Oddział III (operacyjny) - szef mjr Trojanowski "Trybunalski" (czerwiec 1942 - luty 1943), mjr/płk Kazimierz Sobolewski "Cyrus";
- Oddział IV (kwatermistrzostwo) - szef mjr NN "Junosza (do listopada 1942), kpt. /mjr Tadeusz Petrykiewicz "Zakrzewski, a następnie kpt./mjr Janusz Piechocki "Szron";
- Oddział V (łączność) - szef mjr/ppłk Wiktor Maćkowiak "Danka";
- Kedyw - por. rez. Adam Kompowski "Adam";

### Struktura organizacyjna
Początkowo funkcjonowały trzy inspektoraty:
- Inspektorat "Józef" (obejmujący obwody Węgrów, Radzymin i Powiat warszawski);
- Inspektorat "Janczar" (obejmujący obwody: Mińsk Mazowiecki, Siedlce, Sokołów Podlaski);
- Inspektorat "Nieczuja" (obejmujący obwód Ostrów Mazowiecka);
- Inspektorat "Rawicz (obejmujący obwód Garwolin).

1 czerwca 1942 Obwód Powiat Warszawski AK został przeniesiony do Okręgu Warszawa, a do Okręgu lubelskiego część powiatu garwolińskiego. W maju 1943 po reorganizacji funkcjonowały trzy inspektoraty:
- Inspektorat Siedlce AK
  - Obwód Siedlce AK
  - Obwód Sokołów Podlaski AK
- Inspektorat Węgrów AK
  - Obwód Węgrów AK
  - Obwód Ostrów Mazowiecka AK
- Inspektorat Radzymin AK
  - Obwód Radzymin AK - "Rajski Ptak"
  - Obwód Garwolin AK - "Gołąb"
  - Obwód Mińsk Mazowiecki AK

W kwietniu 1943 w podokręgu funkcjonowały 104 plutony uzbrojone o 21 nieuzbrojonych obejmując 14.142 osoby (w tym 1261 cywilów).
W ramach Odtwarzania Sił Zbrojnych podokręg miał odtworzyć:
- 8 Dywizję Piechoty - dowódca płk Kazimierz Suski de Rostwo "Rewera" (13 pułk piechoty, 32 pułk piechoty i 8 pułk artylerii lekkiej);
- 9 Dywizję Piechoty - dowódca gen. bryg. Ludwik Bittner "Halka" (wspólnie z okręgiem Lublin); Podokręg wystawiał 22 Pułk Piechoty AK oraz 9 pułk artylerii lekkiej.
- Mazowiecką brygadę Kawalerii - dowódca ppłk Lucjan Szymański "Janczar"; (wspólnie z Okręgiem Warszawa i Podokręgiem północnym) - podokręg wystawiał szwadron 7 pułku ułanów lubelskich. W istocie w okresie "Burzy" plan nie został zrealizowany. W trakcie mobilizacji odtworzono 22 pułk piechoty AK, dwa bataliony 32 pułku piechoty AK, dwa bataliony 13 pułku piechoty AK, 1 batalion 15 pułku piechoty AK "Wilków" oraz szwadron 1 pułku strzelców konnych i szwadron 7 pułku ułanów "Jeleń".

### Burza w podokręgu
26 lipca komendant obszaru warszawskiego gen. Albin Skroczyński "Łaszcz" wydał rozkaz dowódcom podokręgów do realizacji akcji "Burzy". W rzeczywistości trwała ona od kilku dni. Dodatkowe zadania dotyczyły wsparcia powstania warszawskiego poprzez blokowanie jednostek niemieckich podążających do stolicy.
W podokręgu wschodnim planowano wystawienie Grupy Operacyjnej "Wschód" w składzie 8 Dywizji Piechoty AK i Mazowieckiej Brygady Kawalerii AK. Dowództwo objął płk Hieronim Suszyński "Szeliga". Sztab ulokował się w obwodzie mińskim, gdzie miała nastąpić koncentracja wszystkich zmobilizowanych oddziałów.
I batalion 22 pułku piechoty AK mjr Mariana Zawarczyńskiego "Ziemowita" atakował Niemców na drogach Siedlce-Międzyrzec Podlaski, Siedlce-Łuków, Siedlce-Łosice, Siedlce-Mińsk Mazowiecki. Plutony AK i BCh ośrodka Łosice broniły miejscowości i ostrzelały saperów usiłujących wysadzić most na rzece Toczna. Pod Wojnowem obroniono wiadukt kolejowy. W Krześlinie zdobyto magazyn uzbrojenia TODT. Działając wspólnie z oddziałami sowieckimi opanowano Wyczółki i Zbuczyn.
II batalion 22 pp AK mjr Jerzego Sasina "Kopki" sformował się w lasach rucheńskich, repkowskich i Puszczy Sterdyńskiej. Zgrupowanie partyzanckie w lasach repkowskich swoją działalność ograniczyło do kilku potyczek. Zgrupowanie mjr. Czesława Majewskiego "Morro" w Puszczy Sterdyńskiej walczyło do 6 sierpnia. Wspólnie z 23 pułkiem ułanów rozbito pod Dzierzbami kolumnę samochodową, a pod Jagodnikiem niemiecką kompanię saperów.